# ذا هنري ستيكمين كوليكشن
ذا هنري ستيكمين كوليكشن (بالإنجليزية: The Henry Stickmin Collection)‏ هي لعبة فيديو مغامرات من تطوير أمريكي ونشر InnerSloth، وصدرت اللعبة في 7 أغسطس 2020 على مايكروسوفت ويندوز و‌ماك أو إس.

## شخصيات
- هنري ستيكمين: وهو الشخصية الرئيسية في اللعبة وهو يتحدث نادرا ودائما يستخدم الادوات بشكل خاطئ ويحب الكنوز الثمينة ويحاول سرقتها تم القاء القبض عليه أكثر من مرة بتهمة محاولة سرقة البنك وسرقة الماسة التونسية وهي ماسة خيالية موجودة في اللعبة وصديقه يعتمد حسب نهاية اللعبة التي يختارها الاعب ومن ضمنهم.
- ايلي روز: وهي زميلته في السجن ذا وول ويمكن للاعب ان يهرب معها من السجن وايضا الهروب من دونها وتستكمل الاحداث حسب نهاية اللعبة، وهي شخصية انثى بشعر قرمزي وحذاء ابيض، وهي كانت في السجن ذا وول لسبب غير معروف إلى الآن.
- تشارلز كالفين: وهو شخص يقود مروحية ويعمل مع الحكومة ظهر في الجزء الرابع من اللعبة ويساعد هنري على القضاء على عصابة توبات كلان وهي عصابة خيالية مطلوبة للحكومة بسبب جرائم السطو والسرقة وظهر تشارلز في الجزء الخامس والسادس وهو يساعد هنري للتخلص من عشيرة توبات حسب نهايات اللعبة.
- ريجنالد كوبربوتوم: وهو رئيس عصابة توبات كلان ويرتدي قبعتين كبيرتين ويلبس قلادة هيبة تشبه شعار الدولار ويمكن للاعب ان يكون من ضمن عصابته حسب نهاية اللعبة التي يختاره اللاعب.
- رايت هاند مان: وهو رجل من العصابة توبات وهو مساعد ريجينالد كوبربوتوم ويحميه طوال الوقت من الحكومة.

## الإصدار
تم إصدار المقطع الدعائي للعبة على قناة Puffballs United على يوتيوب في صيف 2019 وتم الإعلان عن تاريخ إصدارها النهائي في مايو 2020. منذ ذلك الحين، كان هناك العديد من مقاطع الفيديو التشويقية الأخرى، معظمها حول التحسينات المرئية للإصدارات الجديدة. تم إصدار اللعبة على ستيم في 7 أغسطس 2020.

## التقييم
حصلت اللعبة على تصنيف 8.9 / 10 بناءً على 78 تقييمًا للمستخدم على ميتاكريتيك.

## وصلات خارجية
- الموقع الرسمي
 (بالإنجليزية)
- ذا هنري ستيكمين كوليكشن على موقع IMDb (الإنجليزية)